# 金怡假期

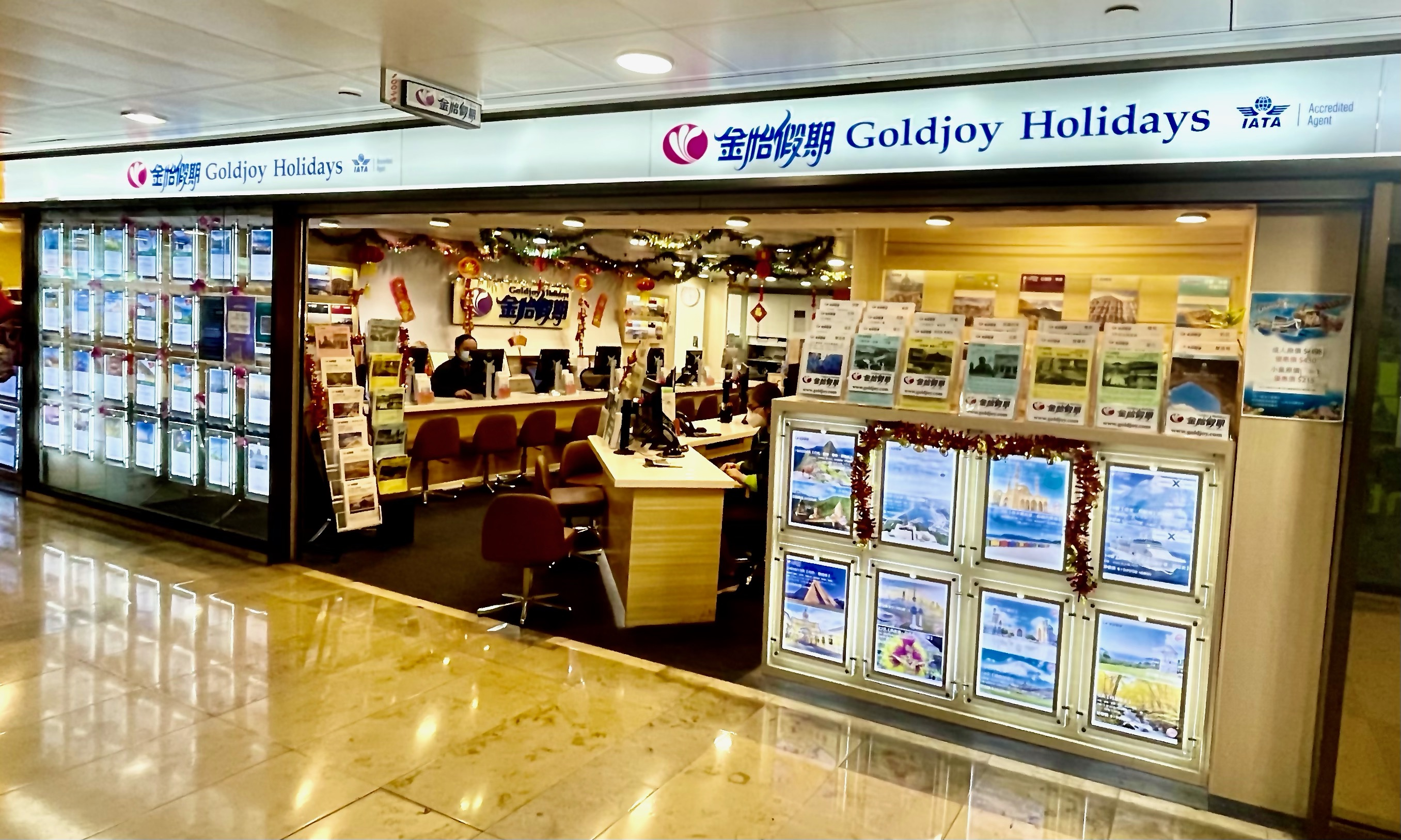
金怡假期在金鐘統一中心的總店

金怡假期（Goldjoy Holidays），全名金怡旅行社有限公司（Goldjoy Travel LTD；香港旅行社牌照號碼︰351103），於1989年由葉慶寧先生創辦，主要業務為顧客提供出境旅遊服務。

## 概述
金怡假期主力經營長線旅行團，包括中東、地中海、南美、埃及、希臘、非洲等冷門國家和地區。其他業務還包括為客人預訂全球各級別酒店、機票、私人飛機，及安排各地旅行團定製服務﹔此外，亦提供郵輪旅遊、自遊行、遊學團及獨立組團等服務。

## 記事
1989年 葉慶寧先生創辦了金怡假期，位於金鐘統一中心的總店開張。
2018年 金怡假期客人資料庫被駭客入侵和勒索，公司報警求助。
2018年 金怡假期獲古巴共和國正式授權，委任為港、澳、台簽證中心，為三地旅客獨家代辦前往古巴的旅遊簽證。
2018年 埃及航空直航香港來往開羅復航，金彩假期成為埃航港區總代理。
2019年 金怡假期邁進30年，自家製作拍攝了微電影《三十怡立 （页面存档备份，存于）》，找來藝人李亦喬和旅遊達人Jerry.C擔任主角，影片在無綫電視及網絡上播出。
2019年 金怡假期創辦30周年，於香港港麗酒店舉辦了盛大慶祝酒會，近千名嘉賓到場慶賀，當中包括多名政府司局長級官員以及多位政商界重量級嘉賓。
2020年 金怡假期開設網上旅遊頻道「GJ Channel」與網友互動分享旅遊樂事，首輯節目《謙謙嘆豪遊 （页面存档备份，存于）》一連五集請來旅遊達人 袁學謙Benedict Yuen擔任客席主持。

## 外部連結
- 金怡假期官方網站 （页面存档备份，存于）
- 金怡假期Facebook專頁